# Liste des chanceliers d'État du canton de Fribourg
Cette page présente la liste des chanceliers d'État du canton de Fribourg depuis 1847.
| #  | Nom                              | Début de mandat | Fin de mandat | Commentaires                                                                                       |
| -- | -------------------------------- | --------------- | ------------- | -------------------------------------------------------------------------------------------------- |
| 1  | Jean-Nicolas-Elisabeth Berchtold | 1847            | 1852          | Il est le premier chancelier à exercer cette fonction sous le système directorial de gouvernement. |
| 2  | Christophe-Joachim Marro         | 1852            | 1856          | Il est conseiller national en 1848–1851.                                                           |
| 3  | Fridolin Reynold                 | 1857            | 1863          | |
| 4  | Augustin Egger                   | 1863            | 1866          | |
| 5  | Antoine-Philippe Progin          | 1867            | 1871          | |
| 6  | Arnold Ruffieux                  | 1871            | 1872          | |
| 7  | Louis Bourgknecht                | 1872            | 1885          | |
| 8  | Émile Bise                       | 1885            | 1894          | |
| 9  | Nicolas Nuoffer                  | 1894            | 1902          | |
| 10 | Charles Godel                    | 1902            | 1933          | Il a exercé la fonction de chancelier d’État pendant trente-deux ans.                              |
| 11 | René Binz                        | 1933            | 1968          | Il a exercé la fonction de chancelier d’État pendant trente-cinq ans.                              |
| 12 | Georges Clerc                    | 1969            | 1985          | |
| 13 | René Aebischer                   | 1985            | 2005          | |
| 14 | Danielle Gagnaux-Morel           | 2005            |               | Elle est la première femme chancelière du canton.                                                  |